# بالياغا (سيتا)
بالياغا (بالروسية: Баляга) هي مدينة في مقاطعة زابايكالسكي كراي في روسيا.
يبلغ عدد سكانها حوالي 3661  نسمة.